# ABS-CBN
ABS-CBN（エイビーエス シービーエヌ）は、フィリピンを代表する放送局、かつフィリピン最大のメディア企業である。経営はフィリピン有数の名家、ロペス一族が行っている。
スローガンは「In the Service of the Filipino Worldwide（世界中のフィリピン人のサービスで）」。

## 概要
1946年6月13日にBolinao Electronics Corporation（BEC）として設立。1952年にはAlto Broadcasting System（ABS）に商号変更。1953年10月23日にテレビの本放送を開始し、1966年にカラー化された。一方ロペス一族は1956年にChronicle Broadcasting Network（CBN）が誕生。1967年両社が合併した。テレビ・ラジオのほか、海外向けケーブルテレビのザ・フィリピノ・チャンネルや、多数の雑誌を発行している。1993年にフィリピン証券取引所に上場。
2020年5月5日、国家電気通信委員会（NTC）は「放送免許が5月4日に失効した」として同局に放送停止命令を出し、同局のテレビとラジオ放送が停止された。監視団体はドゥテルテ政権が「同局が国内の法律に違反した」として、報道の自由を非難したと主張している。実際には数えられない程の脱税が発覚したことで、同社に対する放送停止の動きが進んだ。
2024年、ポインター研究所の国際ファクトチェックネットワークのメンバーに認定された。

## 主な番組
※フィリピンの放送局では番組の入れ替えが頻繁に行われるので、下記の番組が必ず放送されているとは限らない。
- 1 vs. 100*
- ビッグ・ブラザー
- ミス・アース（毎年11月）

### ニュース
- The World Tonight (1966年–)
- TV PATROL (1987年–)
- BANDILA (2006年–)
- ABS-CBN NEWS PATROL (1999年–)

### バラエティ
- Kapamilya Deal or No Deal
- Pilipinas Game Ka Na Ba?
- Little Big Superstar
- Pinoy Dream Academy
- Pilipinas Win na Win
- Showtime

### 喜劇
- Aalog-alog*
- Goin' Bulilit
- John En Shirley*
- Let's Go
- Abangan Ang Susunod Na Kabanata
- Ang TV*
- Chika Chika Chicks
- Goin Bananas
- Home Along Da Riles(X)*
- Pwedeng Pwede
- Super Laff In

### トークショー
- ASAP*
- Homeboy(X)*
- Sharon
- The Buzz
- Wowowee (Willyの謀反により2010年に終了)

### 連続ドラマなど
- Agua Bendita
- Crazy For You*
- Komiks
- Lovespell*
- Maria Flordeluna
- Maalaala Mo Kaya
- Maging Sino Ka Man
- Magkaribal
- Nagmamahal Kapamilya
- Noah
- Palimos ng Pag-Ibig
- Pangako Sa Yo
- Salam
- Sana Maulit Muli
- Star Magic Presents*
- Super Inggo
- Your Song*
- Flames*
- Kampanerang Kuba
- Mga Anghel Na Walang Langgit
- Maalaala Mo Kaya Classics
- Panday
- Spirits
- Star drama Theater*
- Tabing Ilog*

### テレビアニメ（低年齢向け）
- 小公子セディ
- 小公女セーラ
- アニメひみつの花園
- デジモンテイマーズ
- Capeta
- 中華一番!
- NARUTO -ナルト-
- ふしぎの海のナディア
- スポンジ・ボブ
- 美少女戦士セーラームーン

### ヒーローゾーン
- エア・ギア
- 交響詩篇エウレカセブン
- スクールランブル

### 特撮
- 仮面ライダー龍騎

など多数